# Георги Узунски
Георги Узунски е български писател белетрист и автор на произведения за деца.

## Биография и творчество
Георги Славчев Узунски е роден на 10 февруари 1934 г. Завършва през 1957 г. българска филология в СУ „Св. Климент Охридски“.
Работи като коректор на различни места в страната. После живее в Шумен и работи като щатен сътрудник на местния вестник.
През 1954 г. публикува първите си разкази във вестник „Вечерни новини“.
Определян е от критиката като един от последните борхесианци.
Георги Узунски умира на 27 декември 1987 г.

## Произведения
- Подземен град (1957)
- Подаръкът (1962)
- София между Деветия и Десетия конгрес на БКП (1971) – очерк
- Ни горе връх, ни долу корен (1988)

### Албуми
- Странджански мотиви (1982) – Румяна Бояджиева
- София (1975) – със Спас Гергов, снимки – Румяна Бояджиева